# Forsaking All Others
Forsaking All Others (bra: Quando o Diabo Atiça) é um filme estadunidense de 1934, do gênero comédia romântica dramática, dirigido por W. S. Van Dyke, e estrelado por Joan Crawford, Clark Gable e Robert Montgomery. O roteiro de Joseph L. Mankiewicz foi baseado na peça teatral homônima de 1933, de Edward Barry Roberts e Frank Morgan Cavett.
A trama foca na história de três amigos de longa data que se envolvem em um triângulo amoroso que dura muitos anos. Este foi o sexto dos oito filmes que Crawford e Gable co-estrelaram juntos, e o quarto dos seis que ela co-estrelou com Montgomery.

## Roteiro
Desde criança, Jeff Williams (Clark Gable) é apaixonado por Mary Clay (Joan Crawford). Voltando de Madrid, na Espanha, ele planeja pedi-la em casamento. No entanto, ele desiste ao descobrir que ela está se casando com Dillon "Dill" Todd (Robert Montgomery) no dia seguinte. No grande dia, Dill não aparece no altar, pois na noite anterior ao casamento, ele fugiu e se casou com Connie Barnes (Frances Drake), uma mulher com quem ele teve um caso na Europa alguns meses antes. Jeff e Mary são convidados para uma festa na casa de Dill e Connie, e os dois decidem comparecer juntos para causar confusão e chocar o casal recém-casado.

## Elenco
- Joan Crawford como Mary Clay
- Clark Gable como Jeff Williams
- Robert Montgomery como Dillon "Dill" Todd
- Charles Butterworth como Shep
- Billie Burke como Tia Paula
- Frances Drake como Connie Barnes Todd
- Rosalind Russell como Eleanor

## Produção
O roteiro de "Forsaking All Others" foi adaptado de uma peça de sucesso da Broadway estrelada por Tallulah Bankhead. A peça original estreou na cidade de Nova Iorque em 1º de março de 1933, e teve 110 apresentações. Tallulah Bankhead interpretou Mary Clay, e o elenco incluiu Ilka Chase, Barbara O'Neil, Cora Witherspoon e Fred Keating.
Este filme foi a primeira colaboração de Crawford com o diretor e roteirista Joseph L. Mankiewicz. De acordo com a Turner Classic Movies, a produção originalmente seria estrelada por Loretta Young, George Brent e Joel McCrea, mas a MGM decidiu transformá-lo em um veículo para Joan Crawford. A atriz reagiu favoravelmente ao roteiro. Crawford e Mankiewicz trabalharam juntos em um total de oito filmes após este. Ele evidentemente entendeu o segredo do sucesso de Crawford: as mulheres da classe trabalhadora se identificavam com ela.

## Recepção
A revista Variety chamou-o de "sábio e esperto, embalando um monte de comédia em ação, situação e diálogo ..." e comentou: "Tratando-se de performance, é uma das melhores de Srta Crawford".

### Bilheteria
De acordo com os registros da Metro-Goldwyn-Mayer, o filme arrecadou US$ 1.399.000 nacionalmente, uma soma considerável e uma indicação da contínua alta popularidade de Joan Crawford com seus fãs. Com uma receita estrangeira de US$ 800.000, o filme totalizou um lucro acumulado de US$ 2.199.000, e o estúdio obteve um retorno lucrativo de US$ 1.132.000.